# Göteborgslokaler
Göteborgslokaler förvaltar 473 000 m² kommersiella lokaler för butik, kontor och kommunal verksamhet i Göteborg och är ett av Göteborgs Stad genom Göteborgs Stadshus AB helägt bolag. Bolaget förvaltar många av de lokala handelsplatserna i Göteborg såsom Kortedala Torg, Tuve Torg, Hjällbo Centrum, Bergsjön Centrum, Rannebergen Centrum, Selma Lagerlöfs Torg, Dr Fries Torg, Axel Dahlströms Torg, Olskroken, Brunnsbotorget, Radiotorget, Hammarkulletorget, Länsmanstorget, Kyrkbytorget och Vårväderstorget. GöteborgsLokaler förvaltar också en stor del av lokalerna i Haga och Majorna. Bolaget bildades 1996. Tidigare förvaltade lokalerna av de allmännyttiga bostadsbolagen i Göteborg. VD för bolaget är Robert Hörnquist.
1999 fick bolaget Boverkets Stadsmiljöpris.